# Dumarest
Dumarest (Originaltitel der Serie: Dumarest of Terra) ist ein Science-Fiction-Romanzyklus des britischen Autors E. C. Tubb, benannt nach dem Protagonisten Earl Dumarest, der auf der Suche nach seiner Heimat Terra Abenteuer auf fremden Planeten erlebt. Der Zyklus ist von 1967 bis 2008 in 33 Bänden erschienen, von denen die ersten 27 Bände in deutscher Übersetzung erschienen.

## Erscheinen
Der erste Band der Reihe erschien 1967 unter dem Titel The Winds of Gath bei DAW Books in der Dos-à-dos-Reihe Ace Double. Weitere Romane der Serie folgten in relativ kurzen Abständen. Tubb hatte ursprünglich beabsichtigt, die Irrfahrt seines Helden relativ bald abzuschließen, doch Donald A. Wollheim, der Verleger von DAW Books, überredete ihn zu weiteren Fortsetzungen. Als Wollheim jedoch in den Ruhestand ging, verlor der Verlag das Interesse, sodass nach dem Band 31 (The Temple of Truth, 1985), in dem Dumarest die Koordinaten der Erde erlangt, die Reihe zunächst endete, was auch Tubb guthieß (siehe Vorwort zu Band 1, Neuauflage).
Tubb hatte jedoch schon den 32. Band geschrieben. Nach einer langen Pause erschien dieser bereits 1985 verfasste Roman The Return zunächst 1992 in französischer Übersetzung, bevor er 1997 einen kleinen Verleger – Gryphon Books – in den USA fand. In diesem Roman gelangt Dumarest auf die Erde zurück. 2008 folgte mit Child of Earth eine weitere Fortsetzung; dieser Roman spielt auf der Erde. Tubb plante noch weitere Fortsetzungen mit den Abenteuern Dumarests auf der Erde; dazu ist es aber nicht mehr gekommen.
Die deutsche Übersetzung der Romane erschien ab 1969 im Moewig-Verlag, zunächst in den Heftromanserien Terra Nova (Bände 1 bis 5) und Terra Astra (Bände 6 bis 23). Eine Neuauflage in Neuübersetzung der Bände 1 bis 15 erfolgte dann als Teil der Reihe der E. C. Tubb Taschenbücher. Die Bände 1 bis 4, 24 bis 27 erschienen ab 2013 im Atlantis-Verlag.
Eine französische Übersetzung sämtlicher Bände erschien unter dem Titel L'Aventurier des étoiles.

## Inhalt
Dumarest reist in einer fernen Zukunft von Planet zu Planet, immer auf der Suche nach seinem Heimatplaneten, der Erde, der er mit 11 Jahren entflohen ist und gleichzeitig auf der Flucht vor einer galaxisweiten Organisation namens Cyclan. Die Erde ist nur noch eine Legende, und Dumarest stößt zumeist auf Unglauben und Unverständnis, wenn er sie erwähnt. Jedoch gelingt es ihm nach und nach, immer mehr Informationen zu erhalten, so den Sektor, in dem sich die Erde befindet, das Spektrum der Sonne, die Tierkreiszeichen (aus denen er die Position mit Hilfe eines Computers errechnen zu können glaubt).
Alle bewohnten Planeten in der von Tubb beschriebenen Zukunft sind offenbar ehemalige Kolonialplaneten der Erde, es kommen praktisch nie „Außerirdische“ vor. Allerdings ist diese Zukunft eher noch düsterer, es gibt beinahe nur Planeten mit autoritärer, feudaler Struktur. Die meisten der Abenteuer Dumarests könnten beinahe ebenso im Mittelalter spielen. Es gibt Sklaven und Hofintrigen und fast in jedem Roman muss Dumarest mindestens einen Zweikampf auf Leben und Tod, oft als eine Art Gladiator, bestehen. Dabei kämpft er immer mit einem einfachen Messer. Klassische Science-Fiction-Elemente setzt Tubb eher sparsam ein.
Es gibt interstellare Raumfahrt, aber auch hier existiert eine Zweiklassengesellschaft, die Betuchten verkürzen sich die Zeit mit einer Droge, Quick Time, die anderen werden in Tiefkühlschlaf versetzt, mit einer 15-prozentigen Wahrscheinlichkeit, nicht zu überleben. Dumarest ist im Besitz des Geheimnisses des Affinitätszwillings, einer Formel für eine chemische Substanz (Symbiont), die die vollständige Kontrolle über andere Lebewesen ermöglicht. Diese wurde aus einem Laboratorium des Cyclans entwendet ("Kalin", Band 4), der alles versucht, die Formel wiederzubekommen. Das Ziel des Cyclans ist die Herrschaft über alle Welten der Galaxis und er kennt die Position der Erde. Die Cyber des Cyclans sind alle geistig mit der Zentralintelligenz mittels Homochonelementen verbunden; sie besitzen keine Gefühle.

## Bibliografie
- 1 The Winds of Gath (1967, auch als Gath, 1968)
  - Deutsch: Gath – Planet der Stürme. Übersetzt von Birgit Reß-Bohusch. Moewig (Terra Nova #63), 1969. Neuausgabe als: Planet der Stürme. Moewig (E. C. Tubb-Taschenbuch #1), 1983. Neuübersetzung: Übersetzt von Thomas Michalski. Atlantis, 2013, ISBN 978-3-86402-082-7.
- 2 Derai (1968)
  - Deutsch: Die Telepathin. Übersetzt von Birgit Reß-Bohusch. Moewig (Terra Nova #90), 1969. Neuausgabe: Übersetzt von Lore Straßl. Moewig (E. C. Tubb-Taschenbuch #2), 1983. Auch als: Derai. Übersetzt von Thomas Michalski. Atlantis, 2015, ISBN 978-3-86402-308-8.
- 3 Toyman (1969)
  - Deutsch: Planet der Spieler. Übersetzt von Heinz-Peter Lehnert. Moewig (Terra Nova #111), 1970. Neuausgabe:  Übersetzt von Horst Hoffmann. Moewig (E. C. Tubb-Taschenbuch #3), 1983. Auch als: Planet der Spieler. Übersetzt von Thomas Michalski. Atlantis, 2016, ISBN 978-3-86402-311-8.
- 4 Kalin (1969)
  - Deutsch: Kalin – die Hexe. Übersetzt von Heinz-Peter Lehnert. Moewig (Terra Nova #136), 1970. Neuausgabe: Übersetzt von Horst Hoffmann. Moewig (E. C. Tubb-Taschenbuch #5), 1984. Auch als: Kalin. Übersetzt von Thomas Michalski. Atlantis, 2016, ISBN 978-3-86402-315-6.
- 5 The Jester at Scar (1970)
  - Deutsch: Das Schiff des Jokers. Übersetzt von Birgit Reß-Bohusch. Moewig (Terra Nova #155), 1970. Neuausgabe: Übersetzt von Horst Hoffmann. Moewig (E. C. Tubb-Taschenbuch #7), 1984, ISBN 3-8118-5700-2.
- 6 Lallia (1971)
  - Deutsch: Im Netz der Sterne. Moewig (Terra Astra #23), 1972. Neuausgabe: Übersetzt von Horst Hoffmann. Moewig (E. C. Tubb-Taschenbuch #9), 1984, ISBN 3-8118-5702-9.
- 7 Technos (1972)
  - Deutsch: Technos. Übersetzt von Heinz-Peter Lehnert. Pabel-Moewig (Terra Astra #87), 1973. Neuausgabe: Übersetzt von Horst Hoffmann. Moewig (E. C. Tubb-Taschenbuch #11), 1984, ISBN 3-8118-5704-5.
- 8 Veruchia (1973)
  - Deutsch: Rivalen der Macht. Übersetzt von Heinz-Peter Lehnert. Moewig (Terra Astra #229), 1976. Neuausgabe: Moewig (E. C. Tubb-Taschenbuch #13), 1984, ISBN 3-8118-5706-1.
- 9 Mayenne (1973)
  - Deutsch: Planet im Nichts. Übersetzt von Heinz-Peter Lehnert. Moewig (Terra Astra #159), 1974. Neuausgabe: Moewig (E. C. Tubb-Taschenbuch #15), 1984, ISBN 3-8118-5708-8.
- 10 Jondelle (1973)
  - Deutsch: Der Horror-Planet. Übersetzt von Heinz-Peter Lehnert. Moewig (Terra Astra #175), 1974. Neuausgabe: Moewig (E. C. Tubb-Taschenbuch #17), 1985, ISBN 3-8118-5710-X.
- 11 Zenya (1974)
  - Deutsch: Söldner des Schlangenclans. Übersetzt von Heinz-Peter Lehnert. Moewig (Terra Astra #191), 1975. Neuausgabe: Moewig (E. C. Tubb-Taschenbuch #19), 1985, ISBN 3-8118-5712-6.
- 12 Eloise (1975)
  - Deutsch: Im Bann des Computers. Übersetzt von Heinz-Peter Lehnert. Moewig (Terra Astra #233), 1976. Neuausgabe: Übersetzt von Michael Nagula. Moewig (E. C. Tubb-Taschenbuch #21), 1985, ISBN 3-8118-5714-2.
- 13 Eye of the Zodiac (1975)
  - Deutsch: Hüter der Vergangenheit. Übersetzt von Heinz-Peter Lehnert. Moewig (Terra Astra #253), 1976. Neuausgabe: Übersetzt von Michael Nagula. Moewig (E. C. Tubb-Taschenbuch #23), 1985, ISBN 3-8118-5716-9.
- 14 Jack of Swords (1976)
  - Deutsch: Labyrinth der Illusionen. Übersetzt von Heinz-Peter Lehnert. Moewig (Terra Astra #288), 1977. Neuausgabe: Moewig (E. C. Tubb-Taschenbuch #25), 1985, ISBN 3-8118-5718-5.
- 15 Spectrum of a Forgotten Sun (1976)
  - Deutsch: Spektrum der vergessenen Sonne. Übersetzt von Heinz-Peter Lehnert. Moewig (Terra Astra #302), 1977. Neuausgabe: Übersetzt von Michael Nagula. Moewig (E. C. Tubb-Taschenbuch #27), 1985, ISBN 3-8118-5720-7.
- 16 Haven of Darkness (1977)
  - Deutsch: Tor ins Jenseits. Übersetzt von Heinz-Peter Lehnert. Moewig (Terra Astra #347), 1978.
- 17 Prison of Night (1977)
  - Deutsch: Gefangene der Nacht. Übersetzt von Horst Hoffmann. Moewig (Terra Astra #393), 1979.
- 18 Incident on Ath (1978)
  - Deutsch: Zwischenspiel auf Ath. Moewig (Terra Astra #409), 1979.
- 19 The Quillian Sector (1978)
  - Deutsch: Der Menschenjäger. Übersetzt von Horst Hoffmann. Moewig (Terra Astra #443), 1980.
- 20 Web of Sand (1979)
  - Deutsch: Tunnel des Todes. Moewig (Terra Astra #453), 1980.
- 21 Iduna’s Universe (1979)
  - Deutsch: Die Gedankenhölle. Übersetzt von Heinz-Peter Lehnert. Moewig (Terra Astra #471), 1980.
- 22 The Terra Data (1980)
  - Deutsch: Planet der Tagträumer. Übersetzt von Denis Scheck. Moewig (Terra Astra #521), 1981.
- 23 World of Promise (1980)
  - Deutsch: Spur der Verheissung. Übersetzt von Horst Hoffmann. Moewig (Terra Astra #527), 1981.
- 24 Nectar of Heaven (1981)
  - Deutsch: Nektar des Himmels. Übersetzt von Ben Sonntag. Atlantis, 2014, ISBN 978-3-86402-184-8.
- 25 The Terridae (1981)
  - Deutsch: Die Terridae. Übersetzt von Dirk van den Boom. Atlantis, 2017, ISBN 978-3-86402-321-7.
- 26 The Coming Event (1982)
  - Deutsch: Das Ereignis am Horizont. Übersetzt von Dirk van den Boom. Atlantis, 2018, ISBN 978-3-86402-581-5.
- 27 Earth is Heaven (1982)
  - Deutsch: Die Erde ist der Himmel. Übersetzt von Dirk van den Boom. Atlantis, 2020, ISBN 978-3-86402-706-2.
- 28 Melome (1983)
- 29 Angado (1984)
- 30 Symbol of Terra (1984)
- 31 The Temple of Truth (1985)
- 32 The Return (1997)
- 33 Child of Earth (2008)